# Strukov
Strukov je obec v okrese Olomouc v Olomouckém kraji. Leží na Hané, zhruba uprostřed trojúhelníku tvořeného městy Šternberk, Uničov a Litovel. Protéká tudy říčka Teplička a žije zde 162 obyvatel. Její katastrální území má rozlohu 53 ha a rozlohou je tak druhou nejmenší obcí v České republice.

## Název
Jméno vesnice bylo odvozeno od jména Strokanice, německy Strokowitz což bylo příjmení některého z úředníků, kteří se podíleli na parcelaci půdy při jejím založení.

## Historie
První písemná zmínka o vesnici pochází z roku 1789, kdy vznikla parcelací dvora jako osada obce Žerotín na místě vysušeného rybníka.

## Obyvatelstvo
| Rok      | 1869 | 1880 | 1890 | 1900 | 1910 | 1921 | 1930 |      |
| -------- | ---- | ---- | ---- | ---- | ---- | ---- | ---- | ---- |
| Obyvatel | 189  | 196  | 205  | 189  | 222  | 223  | 237  |      |
| Domů     | 26   | 30   | 32   | 35   | 37   | 38   | 59   |      |
| Rok      | 1950 | 1961 | 1970 | 1980 | 1991 | 2001 | 2011 | 2021 |
| Obyvatel | 187  | 210  | 213  | 202  | 179  | 157  | 137  | 158  |
| Domů     | 59   | 57   | 58   | 54   | 66   | 65   | 65   | 66   |

1. ↑  Všechny osoby národnosti československé.[8]

## Obecní správa
V roce 1868 se odtrhla a byla samostatnou obcí v politickém a soudním okrese Šternberk, přičemž až do roku 1880 se nazývala Strokanice (Strokowitz). Od 1. ledna 1961 do 23. listopadu 1990 patřil jako část obce k Žerotínu-Strukovu a od 24. listopadu 1990 je opět samostatnou obcí.

### Obecní symboly
Znak a vlajka byly obci uděleny rozhodnutím předsedy Poslanecké sněmovny Parlamentu České republiky dne 5. dubna 2017.

## Pamětihodnosti
- smírčí kříž ze 16. století, stojí u silnice mezi čp. 61 a obecním úřadem
- zvonice z roku 1852
- socha sv. Jana Nepomuckého
- socha Madony z roku 1910
- venkovský dům čp. 7 s pamětní deskou F. Hrubého
- boží muka

Je zde také biocentrum B–9.

## Slavní rodáci
- František Hrubý (1887–1943), historik, ředitel Moravského zemského archivu v Brně.[12]